# Monumento a las víctimas del campo de concentración de Mauthausen (Almería)
El monumento a las víctimas del campo de concentración de Mauthausen de Almería es un monumento situado en el Parque de las Almadrabillas. Fue esculpido por la escultora almeriense Mariángeles Guil e inaugurado en 1999. Cuenta con 142 pilares, uno por cada una de las víctimas almerienses del campo de concentración de Mauthausen-Gusen, formando un bosque de columnas alegórico de la permanencia, de la lucha y del sufrimiento de estos almerienses.
El 20 de marzo de 2012, fue uno de los catorce monumentos declarados lugares de la memoria histórica de Andalucía.

## Historia
Como consecuencia de la represión franquista, muchos republicanos se vieron forzados a exiliarse y cruzar la frontera para Francia. A su llegada, encontraron pésimas condiciones de vida en los campos de concentración de las playas del Rosellón. Cuando Francia fue ocupada por los nazis en 1940, muchos fueron tomados como prisioneros por las SS y enviados a los campos de exterminio nazis. Los prisioneros partieron en un tren de ganado, casi sin oxígeno, que rodó durante días, sin que nadie supiera si los estaban trasladando a España o a otro país.
Cerca de 1500 andaluces fueron internados en el campo de concentración de Mauthausen, de los que apenas un tercio salió con vida. De las más de mil víctimas mortales, 142 eran almerienses.
Antonio Muñoz Zamora fue el último superviviente almeriense del campo de Mauthausen, y uno de los principales impulsores de la construcción del monumento que da hoy homenaje a las víctimas de este campo en el Parque de las Almadrabillas, junto al antiguo carguero de mineral de la capital almeriense. Zamora logró salir con vida del campo de concentración de Mauthausen, con tan solo 29 kilos de peso. “Chupamos hasta las piedras los últimos días para resistir y que llegara la liberación”, decía. Regresó a España en 1963.